# Jennifer Aniston
Jennifer Joanna Linn Aniston (Sherman Oaks, 11 februari 1969) is een Amerikaans actrice, producent en zakenvrouw. Ze won onder meer een Golden Globe en een Emmy Award voor haar rol in de televisieserie Friends, waarin ze van 1994 tot en met 2004 Rachel Green speelde. Daarnaast kreeg Aniston meer dan 25 andere acteerprijzen toegekend, waaronder een People's Choice Award in zowel 2001, 2002, 2003, 2004, 2007 als 2013. Ze kreeg in 2012 een ster op de Hollywood Walk of Fame.

## Biografie
Jennifer Aniston is de dochter van acteur John Aniston, die als kind met zijn ouders van Kreta in Griekenland naar de Verenigde Staten is verhuisd, waar ze hun oorspronkelijke naam, Anastassakis, veranderden in Aniston. John Aniston speelde in de jaren tachtig in de soapserie Days of our Lives. Haar moeder, Nancy Dow, is een Amerikaanse actrice van Italiaanse en Schotse afkomst. Dow scheidde in 1980 van John Aniston, na een huwelijk van vijftien jaar.
Jennifer Aniston is opgegroeid in Sherman Oaks (Californië) en trouwde op 29 juli 2000 met acteur Brad Pitt. Het paar scheidde op 2 oktober 2005.
In augustus 2012 verloofde ze zich met Justin Theroux en ze trouwde drie jaar later. Ze besloten eind 2017 om uit elkaar te gaan.
Ze is de peetmoeder van de dochter van beste vriendin en Friends-collega Courteney Cox en David Arquette, Coco Riley.

## Carrière
Aniston speelde in Friends Rachel Green, een van de zes hoofdpersonages die in elke aflevering terugkomen. Ze deed auditie voor de rol van Monica voor Friends, maar kreeg de rol van Rachel.
Ze richt zich sinds het einde van Friends op Hollywoodfilms, en dan met name romantische komedies. Een van deze komedies, Marley & Me ging de boeken in als meest succesvolle opening van een film tijdens het kerstweekend. Ze werd voor haar rol in het drama The Good Girl onder meer genomineerd voor een Independent Spirit Award, een OFCS Award en een Golden Satellite Award. Ze speelde in de film een getrouwde vrouw die een affaire begint met haar jongere collega.
In september 2007 werd ze door het Guinness Book of World Records uitgeroepen tot de meest invloedrijke actrice ter wereld, samen met de vrouw van haar ex-man, Angelina Jolie. Aniston verdiende 35 miljoen dollar in 2003 en werd daarmee nr. 1 in de Forbes 2003 Celebrity 100 List. In 2010 werd ze achtste op deze lijst, met een inkomen van 25 miljoen dollar. Het vermogen van Aniston wordt geschat op 240 miljoen dollar. Haar films hebben in de Verenigde Staten meer dan een miljard dollar opgeleverd en wereldwijd anderhalf miljard dollar. Haar film uit 2019 Murder Mystery, gemaakt in samenwerking met Netflix, kende de beste opening ooit voor een film op de streamingdienst met in de eerste drie dagen meer dan 31 miljoen kijkers wereldwijd.

### Naast filmcarrière
Aniston is een graag geziene gast bij praatprogramma's. Ze verscheen vijfmaal bij Jay Leno, zeven keer bij Oprah Winfrey, vier keer bij Ellen DeGeneres en driemaal bij Saturday Night Live. Daar solliciteerde ze, voordat ze bekend werd met Friends, voor een vaste rol in het programma. 
Aniston klaagde een aantal keren tijdschriften aan vanwege het plaatsen van naaktfoto's die gemaakt werden toen ze topless lag te zonnen in haar tuin. 
In december 2008 maakte de actrice bekend dat zij in het blad GQ Magazine naakt zou poseren. Deze reportage verscheen in de uitgave van januari 2009 van GQ.
Naast haar werk als actrice en uitvoerend producent (alsook zeer sporadisch regiewerk) doet Aniston ook veel voor verschillende goede doelen. Zo steunt ze onder andere het St. Jude's Children's Research Hospital, Stand up for Cancer, Friends of El Faro en bindt ze de strijd aan tegen het doden van dolfijnen.
Sinds 2010 heeft ze ook haar eigen parfum, dat haar naam draagt: Jennifer Aniston.

## Filmografie

### Reclamespots
Aniston speelde in verschillende reclamespots, onder meer voor Heineken en Smartwater.

## Prijzen (incompleet)
- 1995: Screen Actors Guild Award: Outstanding Ensemble Performance in a Comedy Series, Friends
- 2001: People's Choice Award: Favorite Female Television Performer, Friends
- 2001: Aftonbladet TV Prize, Sweden: Best Foreign TV Personality - Female, Friends
- 2002: Emmy Award: Best Actress in a Comedy Series, Friends
- 2002: People's Choice Award: Favorite Female Television Performer, Friends
- 2002: Hollywood Film Festival: Actress of the Year
- 2002: Teen Choice Award: Choice TV Actress - Comedy, Friends
- 2002: Aftonbladet TV Prize, Sweden: Best Foreign TV Personality - Female, Friends
- 2003: Golden Globe Award: Best Actress in a Comedy Series, Friends
- 2003: People's Choice Award: Favorite Female Television Performer, Friends
- 2003: Teen Choice Award: Choice TV Actress - Comedy, Friends
- 2003: Teen Choice Award: Choice Movie Actress- Drama/Action Adventure, The Good Girl
- 2003: Aftonbladet TV Prize, Sweden: Best Foreign TV Personality - Female, Friends
- 2004: Logie Awards: Most Popular Overseas Star, Friends
- 2004: People's Choice Award: Favorite Female Television Performer, Friends
- 2004: Teen Choice Award: Choice TV Actress - Comedy, Friends
- 2004: Aftonbladet TV Prize, Sweden: Best Foreign TV Personality - Female, Friends
- 2006: Teen Choice Award: Choice Movie Chemistry (samen met Vince Vaughn), The Break-Up
- 2007: People's Choice Award: Favorite Female Movie Star, The Break-Up
- 2007: GLAAD Media Awards: Vanguard Award
- 2013: People's Choice Award: Favorite Comedic Movie Actress

## Haardracht
In het eerste seizoen van Friends werd Aniston een kapsel aangemeten dat bekend kwam te staan als de 'Rachel': lang haar dat in laagjes rond het gezicht is geknipt en steil getrokken.
Naast de Rachel populariseerde Aniston ook de haarklem.
Bedenkers: Marta Kauffman · David Crane 

Friends: Rachel Green (Jennifer Aniston) · Monica Geller (Courteney Cox) · Ross Geller (David Schwimmer) · Phoebe Buffay (Lisa Kudrow) · Chandler Bing (Matthew Perry) · Joey Tribbiani (Matt LeBlanc)

Nevenpersonages: Gunther (James Michael Tyler) · Janice Litman-Goralnick (Maggie Wheeler) · Mike Hannigan (Paul Rudd) · Ben Geller (Cole Sprouse) · Jack Geller (Elliott Gould) · Judy Geller (Christina Pickles)

Titelsong: The Rembrandts - I'll Be There for You 

Spin-off: Joey (afleveringen)

Overig: Central Perk · gastrollen · afleveringen
- Bibsys: 554
- Biblioteca Nacional de España: XX1295596
- Bibliothèque nationale de France: cb13605556t (data)
- Catàleg d'autoritats de noms i títols de Catalunya: 981058517625406706
- CiNii: DA17910316
- Gemeinsame Normdatei: 123640431
- International Standard Name Identifier: 0000 0001 1492 9281
- Library of Congress Control Number: no98078014
- Nationale Bibliotheek van Letland: 000281455
- MusicBrainz: 008384b8-150b-4154-8782-efe612fccc22
- Nationale Bibliotheek van Tsjechië: xx0005521
- Nationale bibliotheek van Australië: 40005337
- Nationale Bibliotheek van Israël: 987007429812505171
- Nationale Bibliotheek van Polen: a0000001655495
- Nederlandse Thesaurus van Auteursnamen: 164148728
- Istituto Centrale per il Catalogo Unico: URBV392494
- Système universitaire de documentation: 055303765
- Trove: 1052490
- Virtual International Authority File: 66639106
- WorldCat: E39PBJyMbX6cG3dVYCgbPwxYyd